# Baynun
Baynun (en árabe: باينون) era una antigua fortaleza en Yemen, no lejos de Saná. El diccionario geográfico de los informes Yaqut dice que era una gran fortaleza cerca de Saná que había sido construida por Salomón, junto con Salhln. Las ruinas de la fortaleza están en la cima de una montaña, un antiguo sitio denominado por algunos como an- Nasla que significa "el puñal de jambiyya". Dos conjuntos de ruinas de antiguas ciudades existen en la zona que se conoce como ad-Dakhala y Minara.  La leyenda cuenta que una vieja fortificación de Baynun había sido construida para la reina de Saba y había sido entregada a ella por Salomón. Yaqut afirmó que fue destruido durante la conquista de Abisinia por los aksumitas en el siglo VI, concretamente en el año 525 con el fin de derrocar a Dhu Nuwas. 